# Distrito de Kurortny
El distrito de Kurortny (en ruso: Курортный район, Kurortny raión) es un distrito de la ciudad federal de San Petersburgo, Rusia. El distrito se encuentra ubicado en el istmo de Carelia lo largo de la costa norte del Golfo de Finlandia.
Incluye las localidades municipales de Sestroretsk (40 287 habitantes según el censo de 2002) y Zelenogorsk (12 074 habitantes), así como los asentamientos municipales de Beloóstrov (1 690 habitantes), Komarovo (1 062 habitantes), Molodyózhnoie (1 437 habitantes), Pesochny (6 487 habitantes), Répino (2 011 habitantes), Serovo (252 habitantes), Smolyachkovo (568 habitantes), Sólnechnoie (1 161 habitantes) y Ushkovo (482 habitantes).
El turismo en el distrito es un activo importante por los viajes en autobús de los visitantes fineses. La oferta hotelera es predominantemente de clase económica, con pocos hoteles de cuatro estrellas. Los planes para el desarrollo de la región de stock hotelero están dando sus frutos, pero la zona carece de una fuerte demanda turística.
Un gran centro hospitalario y de rehabilitación se encuentra en la ciudad de Sestroretsk. Es el Hospital Municipal Nº 40 de San Petersburgo.